# Jens Knop
Jens Knop (* 21. Juni 1952) ist ein ehemaliger deutscher Fußballspieler, welcher in der Saison 1978/79 am 20. März 1976 in Schwenningen gegen Italien ein Länderspiel in der deutschen Fußballnationalmannschaft der Amateure absolviert hat. Von 1976 bis 1979 hat der Offensivspieler in der Fußball-Oberliga Nord für die Vereine SV Werder Bremen Amateure und SV Atlas Delmenhorst insgesamt 89 Spiele absolviert und 24 Tore erzielt.

## Laufbahn
Der über die Stationen TuS Vahr, Hastedter TSV und TSV Osterholz-Tenever im Jahr 1975 zu den Amateuren von Werder Bremen gekommene Angreifer Jens Knop setzte sich in der Aufstiegsrunde 1976 mit seinen Mannschaftskameraden der Werder-Amateure gegen die Konkurrenten ASV Bergedorf 85, Hannover 96 Amateure und Rendsburger TSV durch und stieg zur Saison 1976/77 in die Oberliga Nord auf. An der Seite von Mitspielern wie Karl-Friedrich Wessel, Karl-Heinz Geils, Rolf Behrens, Dimitrios Daras, Franz-Josef Ripke und Harald Snater war er in allen sechs Spielen in der Aufstiegsrunde im Einsatz gewesen und erzielte drei Tore. Der Werder-Angriff setzte sich zumeist aus Ripke, Behrens und Knop zusammen.
In seinem ersten Oberligajahr, 1976/77 absolvierte er bei den Werder-Amateuren 31 Ligaspiele und erzielte fünf Tore. Der Aufsteiger, bei dem auch noch der Manager der Profiabteilung Rudi Assauer auf zwölf Ligaeinsätze kam, belegte den achten Platz. Am Wettbewerb um die deutsche Amateurmeisterschaft nahm Knop mit den Werder Amateuren nicht mehr teil, er schloss sich zur Saison 1977/78 den Blau-Gelben des SV Atlas Delmenhorst an.
In der zwischen Bremen und Oldenburg gelegenen Industriestadt, wo der SV Atlas in der Saison 1975/76 in die Oberliga aufgestiegen war, erlebte er aber nicht den Kampf um die Tabellenspitze, sondern das Ringen um den Klassenerhalt. Bereits Ende September 1977 wurde Trainer Helmut Mrosla durch Max Konopka ersetzt. Trotz der weiteren Neuzugänge Rolf Behrens und Norbert Auras, sowie der Mitspieler Günter Selke, Edgar Nobs, Heinz-Dieter Hasebrink, Michael Blaschek und Hans-Heinrich Radbruch erreichte Delmenhorst 1977/78 bei einem Zuschauerdurchschnitt von 2.400 lediglich den 15. Platz. Knop hatte in 24 Einsätzen vier Tore erzielt. Mit der Mannschaft besserte sich 1978/79 das Abschneiden nur unwesentlich (14. Rang), aber persönlich wurde es für den Angreifer zu einer besonderen Runde. Er absolvierte alle 34 Rundenspiele und wurde mit 15 erzielten Treffern der überlegene interne Torschützenkönig. Im September und November 1978 war er in zwei Spielen des Länderpokals in der Niedersachsenauswahl gegen Westfalen (1:0) und Württemberg (1:2) zum Einsatz gekommen. Schließlich debütierte er unter dem damals verantwortlichen DFB-Trainer Erich Ribbeck am 20. März 1979 beim Länderspiel in Schwenningen gegen Italien in der Amateurnationalmannschaft. Bei der 0:2-Niederlage der neu zusammengestellten Amateurauswahl spielte er an der Seite von Mitspielern wie Peter Ament, Uwe Eplinius, Rainer Prieß und Karl Richter. In seinem letzten Verbandsspiel für Delmenhorst, am 2. Juni 1979, im Heimspiel gegen die Amateure des SV Werder Bremen erzielte er beim 5:0-Erfolg nochmals einen Treffer. Nach insgesamt 58 Spielen mit 19 Toren in der Oberliga Nord für Delmenhorst schloss er sich zur Saison 1979/80 der SpVgg Bad Homburg in der hessischen Landesliga an.
Mit Trainer Erich Gehbauer gewann Knop die Meisterschaft und stieg in die Oberliga Hessen auf. Mit den blau-weißen Nullfünfern vom Stadion an der Sandelmühle spielte er zwei Runden, bis 1983, in der Oberliga Hessen.